# Simon Jeppsson
Simon Ossian Jeppsson, född 15 juli 1995 i Lund, är en svensk handbollsspelare (vänsternia). Han debuterade i 
Sveriges A-landslag i november 2016.

## Klubbkarriär
Simon Jeppsson inledde sin karriär i Lugi HF. I september 2012 debuterade han i Lugis herrlag i elitserien. Men framgångarna började redan tidigare i Lugis ungdomslag som han var med och vann USM-guld med, i A-pojkklassen, 2012 och JSM-guld med 2014. Men i JSM-finalen var olyckan framme och han drabbades av en korsbandsskada. Korsbandsskadan läkte bra och nu när man ser tillbaka var det en vändpunkt till det bättre i Simon Jeppssons karriär, enligt honom själv.
Säsongen 2016-2017 var ett genombrott för Jeppsson, som dominerade i Handbollsligan och var den klarast lysande stjärnan. Han vann skytteligan och låg också bra till i assistligan. Framför allt var han den spelare i Lugi HF som oftast avgjorde matcherna till Lugis fördel, till exempel mot IFK Kristianstad och Alingsås HK. Han blev uttagen till All-star team i Handbollsligan, som bästa vänsternia under säsongen. Efter säsongen blev Jeppsson proffs i Bundesligalaget SG Flensburg-Handewitt. Efter säsongen 2020 gick Simon Jeppsson till HC Erlangen i tyska ligan.

## Landslagskarriär
Simon Jeppsson gjorde sin A-landslagsdebut den 3 november 2016 i hemmaarenan i Lund i en EM-kvalmatch mot Montenegro. Han gjorde två mål i debuten och blev sedan uttagen till truppen till VM 2017 i Frankrike i januari. Där gjorde det svenska laget succé och spelade en fartfylld handboll och mycket stabilt försvarsspel. Efter en förlust mot Danmark i gruppspelet så blev man tvåa i gruppen. I åttondelen slog man lätt ut Vitryssland men fick sedan möta hemmanationen Frankrike i kvartsfinalen, där man inte räckte till. Året efter i EM 2018 i Kroatien upprepade svenska landslaget sitt spel men nu med resultatet att man via seger mot Danmark i semifinalen tog sig till EM-final mot Spanien som dock förlorades. Jeppsson fick också spela VM 2019 och EM 2020 i Sverige. Till VM 2021 i Egypten blev han inte uttagen.
Simon Jeppsson har nu spelat 61 landskamper och gjort 108 mål i A-landslaget.

## Individuella utmärkelser
- All-Star Team Handbollsligan 2016/17